# Kadri Hazbiu
Kadri Hazbiu właśc. Kadri Hazbi Dautaj (ur. 15 lipca 1922 w Mavrovë k. Wlory, zm. 9 września 1983 w Linzë) – albański komunista i funkcjonariusz służb specjalnych w stopniu generała.

## Życiorys
Pochodził z zamożnej rodziny muzułmańskiej, był synem Hazbiu Cano Dautaja i Xhevrije. W 1942 ukończył szkołę handlową we Wlorze. W tym samym roku wstąpił do Komunistycznej Partii Albanii i wkrótce potem powierzono mu dowództwo oddziału partyzanckiego, działającego w rejonie Plakë. Po utworzeniu V brygady Armii Narodowowyzwoleńczej otrzymał w niej stanowisko komisarza. W czasie wojny był dwukrotnie ranny.
W 1945 awansowany na pułkownika, pełnił funkcję wiceszefa służb specjalnych. W latach 1946–1947 kierował sekcją kontrwywiadu w Dyrektoriacie Bezpieczeństwa Państwa. Rok później wyjechał na studia do Akademii Wojskowej w Moskwie. Po powrocie do kraju został wiceministrem spraw wewnętrznych, odpowiedzialnym za tajne służby. W 1954 stanął na czele resortu spraw wewnętrznych – stanowisko to zajmował do roku 1980, w 1980 został ministrem obrony. Był odpowiedzialny za represje wobec duchownych po ogłoszeniu Albanii w 1967 państwem ateistycznym. W 1974 koordynował śledztwo przeciwko ministrowi Beqirowi Balluku i grupie oficerów podejrzewanych o działalność antypaństwową. W 1957 awansowany do stopnia generała-porucznika.
W latach 1952–1982 był członkiem Komitetu Centralnego Albańskiej Partii Pracy. W latach 1971–1982 członek Biura Politycznego APP. Od 1945 zasiadał w Zgromadzeniu Ludowym (alb. Kuvendi Popullor).
W styczniu 1982 został objęty śledztwem jako szwagier i bliski współpracownik Mehmeta Shehu i aresztowany 15 października. Sądzony przed sądem wojskowym na terenie więzienia, w którym przebywał. Proces trwał 15 dni. Hazbiu wraz z grupą czterech działaczy partyjnych wysokiego szczebla został skazany na karę śmierci za próbę obalenia władzy ludowej i przygotowywanie zamachu na życie Envera Hodży. Głównym dowodem przeciwko niemu były zeznania Halita Bajramiego, jednego z członków grupy dywersyjnej, którą zorganizowano na emigracji i w 1982 przerzucono do kraju, ale na procesie zeznawało aż 250 świadków.
W nocy 9 września 1983, specjalny oddział Sigurimi przewiózł cztery osoby skazane na śmierć (Kadri Hazbiu, Feçor Shehu, Llambi Ziçishti i Llambi Peçini) z więzienia na przedmieścia Tirany, w rejon wsi Linzë, gdzie zostali rozstrzelani. Rodzina Hazbiu została internowana w Kurbneshu. Hazbiu był jedną z ostatnich ofiar czystek w kierownictwie partii, w okresie rządów Envera Hodży. Jego szczątki zostały odnalezione 4 listopada 1995 w rejonie wsi Selitë i pochowane przez członków rodziny na cmentarzu w Sharre k. Tirany.
Był żonaty (żona Hedije z d. Shehu), miał czworo dzieci (Petrit, Elvana, Agron, Eleni).